# Adesmia serrana
Adesmia serrana es una especie de planta floral del género Adesmia, categorizada en la tribu Dalbergieae, de la familia Fabaceae.

## Distribución
Especie nativa de Argentina. Crece en el bioma templado.

## Taxonomía
Fue descrita por M.N.Correa.
Tratamiento taxonómico
La especie aparece registrada y publicada en Darwiniana 23: 154 (1981).